# Siska Schoeters
Siska Schoeters, née le 27 avril 1982 à Kontich, est une animatrice radio belge néerlandophone, sur Studio Brussel.

## Biographie
Siska est la fille d'un grossiste en viande. Après ses études secondaires, elle s'oriente vers la radio en faisant ses études à la Haute École néerlandophone des arts audiovisuelles et de mise en scène (Rits). Alors que sa formation n'est pas finie, elle commence sa carrière sur la radio flamande Studio Brussel en 2003 en présentant De Afrekening (nl) tous les mercredis après-midi et Hit 50 en tant que remplaçante.
À l'automne 2007 elle présente avec Tomas De Soete (nl) l'émission du soir en remplacement de Elke Jacobs. Elle laisse ainsi les rênes de De Afrekening à An Lemmens (nl).
En 2008 elle présente le bloc de l'après-midi : Music @ Work. Elle présenta également Rendez-vous, un programme qui retraçait les 25 ans de Studio Brussel.
Entre septembre 2008 et l'été 2012, elle était programmée de manière permanente dans l'émission Zet'm op Siska remplacée depuis par Bram Vandendriessche (émission rebaptisée Zet'm op Bram).
Depuis la rentrée 2012, elle présente la matinale de Studio Brussel : Siska Staat Op entre 6 h et 9 h.
En mars 2011, elle devient mère d'un petit garçon, Lucien.